# 丘の家のジェーン
『丘の家のジェーン』（おかのいえのジェーン、英: Jane of Lantern Hill ）は、L・M・モンゴメリの小説、またそれを原作としたカナダの映画作品。

## あらすじ
カナダ、トロントうららか街六十番地で12歳の少女ジェーンは自分を愛してはくれない厳格な祖母と、美しい母と暮らしていた。父は知らない。ジェーンと母がむつまじくすることを露骨に嫌がる祖母にはばまれ、ジェーンは愛に飢えていた。
そんなある日、いないとばかり思っていた父が、ひと夏をプリンスエドワード島で過ごそうと手紙をよこす。不安なジェーンだが、父と会い行動を共にするうちにいきいきとめざましく成長してゆく。

## 書誌情報
- 村岡花子訳『丘の家のジェーン』（三笠書房〈若草文庫〉、1959年）
- 村岡花子訳『丘の家のジェーン』（新潮社〈新潮文庫〉、1960年）
- 村岡花子訳『ランタン丘のジェーン』（講談社〈セシール文庫〉、1981年）
- 木村由利子訳『丘の家のジェーン』（角川書店〈角川文庫〉、2011年）

## 映画版
「赤毛のアン」に続きケヴィン・サリヴァンが1989年に映画化。別れた両親の仲を戻そうとする少女の話で、キャストにはサラ・ポーリーや「赤毛のアン」に続きコリーン・デューハーストなどが出演。

### キャスト
- マイロン・ベネット：ジェー
- サム・ウォーターストン/アンドリュ（ジェーンの父親）
- パトリシア・フィリップス/ロビン（ジェーンの母親）
- サラ・ポーリー/ジョディ
- コリーン・デューハースト/ヘプシ

### スタッフ
- 監督:ケヴィン・サリヴァン
- 脚本:ケビン・サリバン/フィオナ・マクヒュー
- 原作:L・M・モンゴメリ
- 製作:ケビン・サリバン
- 音楽:ジョン・ウェルズマン
- 撮影:ブライアン・トムソン
- 本編時間:112分